# Uromyces beckmanniae
Uromyces beckmanniae ist eine Ständerpilzart aus der Ordnung der Rostpilze (Pucciniales). Der Pilz ist ein Endoparasit des Süßgrases Beckmannia syzigachne. Symptome des Befalls durch die Art sind Rostflecken und Pusteln auf den Blattoberflächen der Wirtspflanzen. Sie ist ein Endemit der westlichen USA.

## Merkmale

### Makroskopische Merkmale
Uromyces beckmanniae ist mit bloßem Auge nur anhand der auf der Oberfläche des Wirtes hervortretenden Sporenlager zu erkennen. Sie wachsen in Nestern, die als gelbliche bis braune Flecken und Pusteln auf den Blattoberflächen erscheinen.

### Mikroskopische Merkmale
Das Myzel von Uromyces beckmanniae wächst wie bei allen Uromyces-Arten interzellulär und bildet Saugfäden, die in das Speichergewebe des Wirtes wachsen. Aecien oder Spermogonien der Art sind nicht bekannt. Die gelbbraunen Uredien des Pilzes wachsen beidseitig auf den Wirtsblättern. Seine hellgoldenen bis gelblichen Uredosporen sind 25–29 × 21–24 µm groß, meist breitellipsoid und stachelwarzig. Die beidseitig und auf Hüllrohren wachsenden Telien der Art sind schwärzlich und bedeckt, sie besitzen bräunliche Paraphysen. Die kastanienbraunen Teliosporen sind einzellig, in der Regel eckig eiförmig bis langellipsoid und 29–38 × 20–26 µm groß. Ihre Stiele sind farblos gelblich und bis zu 40 µm lang.

## Verbreitung
Das bekannte Verbreitungsgebiet von Uromyces beckmanniae umfasst nur das US-amerikanische Oregon.

## Ökologie
Die Wirtspflanze von Uromyces beckmanniae ist Beckmannia syzigachne. Der Pilz ernährt sich von den im Speichergewebe der Pflanzen vorhandenen Nährstoffen, seine Sporenlager brechen später durch die Blattoberfläche und setzen Sporen frei. Die Art verfügt über einen Entwicklungszyklus, von dem bislang lediglich Telien und Uredien sowie deren Wirt bekannt sind; Spermogonien und Aecien konnten dem Pilz nicht zugeordnet werden.